# Колесово (Западно-Казахстанская область)
Колесово (каз. Колесово) — село в Зеленовском районе Западно-Казахстанской области Казахстана. Входит в состав Кушумского сельского округа. Код КАТО — 274441400.

## Население
В 1999 году население села составляло 585 человек (294 мужчины и 291 женщина). По данным переписи 2009 года, в селе проживало 613 человек (306 мужчин и 307 женщин).